# Travessia de la plaça de l'Església
La Travessia de la plaça de l'Església és una via pública de Sant Climent Sescebes (Alt Empordà) inclosa a l'Inventari del Patrimoni Arquitectònic de Catalunya.

## Descripció
Situada dins del nucli urbà de la població de Sant Climent, al bell mig del nucli antic de la vila i comunicant el carrer Major amb la plaça de l'Església.
Es tracta d'un passadís cobert que donava accés a l'interior de l'antic recinte emmurallat de la població de Sant Climent. Està cobert per una volta rebaixada, recolzada als murs dels edificis laterals i actualment arrebossada. L'arc exterior, encarat a la plaça de l'Església, està bastit en pedra desbastada a mode de petites dovelles, mentre que l'arc orientat al carrer Major presenta una forma molt més rebaixada que l'anterior, també bastit en pedra desbastada.